# Conosimus violantis
Conosimus violantis är en insektsart som beskrevs av Ferrari 1884. Conosimus violantis ingår i släktet Conosimus och familjen sköldstritar. Inga underarter finns listade i Catalogue of Life.